# Paul Wasicka
Paul Wasicka, född 1981 i Dallas, Texas. Klassad som pokerproffs från 2006. Wasicka fick upp intresset för spel när han provade ett par partier Black Jack under en skidresa. Han vann då $17000 under tre veckor och det dröjde inte länge förrän hantog steget in i pokern. Under 2004 gjorde han ett försök att bli självförsörjande på poker men misslyckades. Han la då ner pokern under ett års tid och arbetade istället på en restaurang för att få in inkomst. Wasicka fick sitt stora genombrott när han placerade sig om tvåa i World Series of Poker 2006 och tog hem en prischeck på dryga $6 000 000. Vann turneringen gjorde Jamie Gold.